# Trivium (band)
For trivium - se denne
Trivium er et metal-band fra Orlando, Florida i USA. Gruppen blev dannet i 1999 og udgav deres første demo tre år efter. Demoen hjalp dem med at få en kontrakt hos Lifeforce Records, hvor de udgav Ember to Inferno. Senere fik de en kontrakt hos Roadrunner Records og udgav albummet Ascendancy. Efterfølgeren blev det omdiskuterede Crusade. Senest har Trivium udgivet In Waves i 2011.

## Fodnoter
1. ↑  Johnny Loftus. "Trivium". All Music Guide. Hentet 2007-04-21.